# Заводской (Кущёвский район)
Заводской — посёлок в Кущёвском районе Краснодарского края.
Входит в состав Шкуринского сельского поселения.

## География
Расположен в северной части Приазово-Кубанской равнины.

### Улицы
- ул. Молодёжная,
- ул. Рабочая.

## Население
| 2002 | 2010 |
| ---- | ---- |
| 282  | ↘203 |